# Спилит
Спилити представљају посебну групу стена, која се од осталих базалтоидних стена разликује како по минералном саставу, тако и по специфичним условима постанка.
Спилити су стене зелене боје, које граде простране силове, најчешће консолидоване као pillow лаве. Такође се јављају и у виду мањих маса или жица насталих субмарински или интрузијом лаве у влажне неконсолидоване седименте морског дна. 
Минерални састав спилита је следећи: албит, хлорит, калцит, епидот, сфен и реликти моноклиничног пироксена.
У плитким субмаринским условима ове лаве дају стене са порфирском структуром и мандоластом текстуром, када су црвеномрке или љубичасте боје (услед брзе оксидације гвожђа), када стене називамо мелафирима.
Спилити нису погодни за грађевински материјал због неповољног лучења и минералног састава.